# Ingrid Ødegård
Ingrid Amalie Ødegård (* 1. März 1983 in Trondheim, Norwegen) ist eine ehemalige norwegische Handballspielerin, die sowohl im Hallenhandball als auch im Beachhandball für die norwegische Nationalmannschaft auflief.

## Karriere

### Im Verein
Ødegård spielte anfangs in Kolstad, Ranheim und Træff. Nachdem die Torhüterin im Jahr 2002 zum Sola HK gewechselt war, schloss sie sich drei Jahre später Larvik HK an. Mit Larvik gewann sie jeweils drei Mal die norwegische Meisterschaft sowie den norwegischen Pokal. Ødegård stand ab dem Sommer 2008 beim dänischen Erstligisten FC Midtjylland Håndbold unter Vertrag, mit dem sie 2011 die dänische Meisterschaft, 2011 den EHF-Pokal und 2012 den dänischen Pokal gewann. Nachdem Ødegård zwischen 2012 und 2014 das Tor vom dänischen Erstligisten HC Odense gehütet hatte, kehrte sie nach Norwegen zum Byåsen IL zurück, bei dem sie im Jahr 2016 ihre Karriere beendete.

### In Auswahlmannschaften
Ødegård bestritt 11 Länderspiele für die norwegische Jugendauswahl sowie 31 Partien für die norwegische Juniorinnennationalmannschaft. Sie gewann im Jahr 2003 die Bronzemedaille bei der U-20-Weltmeisterschaft. Anschließend absolvierte sie 11 Länderspiele für die norwegische A-Nationalmannschaft sowie 7 Spiele für die norwegische B-Nationalmannschaft.
Ødegård gehörte weiterhin dem Kader der norwegischen Beachhandball-Nationalmannschaft an. Mit dieser Auswahlmannschaft gewann sie die Bronzemedaille bei der Europameisterschaft 2007, die Silbermedaille bei der Europameisterschaft 2009 sowie Goldmedaille bei der Weltmeisterschaft 2010. Bei der EM 2007 wurde sie außerdem in das All-Star-Team berufen.